# 1983年太平洋颱風季
| 太平洋颱風季             |
| 主題頁 - 專題 - 編輯指南 |

1983年太平洋颱風季泛指在1983年全年內的任何時間，於赤道以北及國際換日線以西的太平洋水域，以及南中國海所產生的熱帶氣旋。雖然有關方面並沒有設下本颱風季的指定期限，但大部份於西北太平洋的熱帶氣旋通常都會於5月至12月期間形成。
本條目的範圍僅局限於赤道以北及國際換日線以西的太平洋及南海水域的颱風。於赤道以北及國際換日線以東的太平洋水域產生的風暴則被稱為颶風，並被列入1983年太平洋颶風季。在西太平洋產生的熱帶風暴是由聯合颱風警報中心命名，國際編號為83xx，而在該地區的熱帶低氣壓的編號都以W字母作結。凡進入或產生於菲律賓風暴責任範圍以內的熱帶低氣壓，菲律賓大氣地球物理和天文服務管理局均會給予當地名稱，作當地警報用途，因此可能會有兩個不同的英文名稱（官方以國際名稱為準）；此外，中國大陸與臺灣採用的中文譯名可能不同。以下各熱帶氣旋資訊以熱帶氣旋存在期間的巔峰形態為準。更多關於西太平洋的颱風，請參見太平洋颱風季。

## 颱風季總結
由於本年的第一個熱帶氣旋於6月下旬形成，所以本季於較後時期才開始，是自1973年來首次；而最後一個熱帶氣旋則於12月中旬消散。本年總共有28個熱帶低氣壓在西北太平洋生成（另有一個熱帶低氣壓從國際日期變更線進入西北太平洋），其中23個後來成為熱帶風暴（含強烈熱帶風暴）；而當中10個最終達致颱風強度，更有四個是超級颱風。另外，有15個熱帶氣旋曾經登陸，其中六個登陸菲律賓、六個吹襲中國大陸、六個移到越南、三個抵達日本。在香港，熱帶氣旋帶來的雨水就佔了該年當地24％的雨量。
本年有不少較有影響力的颱風。韋恩在菲律賓以東海域形成，後來成為本年首個超級颱風。艾貝是本年第二個超級颱風，壽命較長，曾維持颱風程度數日。愛倫在國際日期變更線以東形成，之後向西掠過呂宋和珠江口，最終引致皇家香港天文台懸掛十號颶風信號。佛瑞特成為西北太平洋增強最快的颱風，它的氣壓在24小時之內下降了90百帕斯卡。瑪芝的移動速度曾高達54節（100每小時），是為史上移動速度最快的熱帶氣旋之一。歐凱特也是壽命較長的熱帶氣旋，但路徑飄忽，更與附近的珀西產生藤原效應，並將之吸收。是次颱風季共有1,073人喪生，其中薇拉、韋恩、開梅及勒克斯四個風暴下之死亡人數已佔去超過一半。 

## 已被國際命名的熱帶氣旋

### 熱帶風暴莎拉（Sarah）
莎拉於6月下旬在南海形成，是自1973年以來，再次有首個風暴遲至6月生成。其前身於6月16日在關島以南海域出現，被鑒定為一個熱帶擾動，該擾動起初向西北偏西移動，並於6月19日發展出一個低層環流，在經過菲律賓時只帶來微風。該擾動最後於6月25日發展成為一熱帶低氣壓，再於同日增強為熱帶風暴，翌日登陸越南後減弱消散。莎拉為菲律賓造成27.7億披索（以當年計，下同）或2.493億美元的損失。

### 颱風狄普（Tip）
PAGASA:Auring
有一個熱帶擾動在菲律賓以東海域形成，隨後橫過菲律賓群島及增強為熱帶低氣壓，出海後逐漸發展成為一颱風。可是受到垂直風切和沿海地形之共同影響，它在登陸海南島和吹襲廣東省湛江市之前減弱為熱帶風暴，在接近海南島時更進一步減弱為熱帶低氣壓。在香港，大老山曾錄得34節（63每小時）的陣風。

### 颱風薇拉（Vera）
PAGASA：Bebeng
7月12日，有一熱帶低氣壓從菲律賓以東海域的一道季風槽生成。它隨後向西移動，於同日晚上增強為熱帶風暴、翌日再增強為颱風。它於7月14日在菲律賓作首次登陸，當時風速達85英里每小時（137千米每小時），為該國造成了約900萬美元的經濟損失。曾一度減弱的它，出海後重新增強，風速高達100英里每小時（160每小時）。在香港，大老山曾錄得60節（110每小時）的陣風。它最後於7月17日在海南島再次登陸，經過北部灣後於7月18日在越南境內消散，為當地帶來嚴重洪災，造成106人死亡。

### 超級颱風韋恩（Wayne）
PAGASA：Katring
韋恩於7月20日在菲律賓以東海域形成，很快便於7月22日增強為熱帶風暴，再於7月23日達致颱風強度，7月24日中午成為超級颱風。它經過臺灣南部之後進入中國大陸，7月25日消散。它在菲律賓造成突發性洪災，有20人死亡。它亦是1960年至2005年期間，直接影響福建省第五強烈的熱帶氣旋。它帶來的暴雨在福建和廣東引致嚴重水浸，當地死亡人數達105人。

### 超級颱風艾貝（Abby）
PAGASA：Diding
艾貝在7月31日在關島東南首次被觀測，然後它在九天內向西北移動，緩慢發展成為本年第二個超級颱風。它於8月7日至8日開始轉向東北偏北移動，增強速度加快，8月9日早上達致巔峰強度。受到西風帶的相互影響，艾貝開始慢慢地減弱，但仍維持颱風程度約一星期，風速達100節（190每小時）。最後於8月17日在日本靜岡縣濱松市登陸前減弱為熱帶風暴，同日晚上在本州中部轉化為溫帶氣旋。艾貝在日本造成的洪水導致泥石流個案的發生，19座橋樑也受到破壞。海、陸、空商業交通曾一度癱瘓。

### 熱帶風暴卡門（Carmen）
PAGASA：Etang
卡門起源於8月初在南海的季風槽，一個低層環流於8月8日在越南以東約370公里處首次被發現。經過緩慢發展，四天後的晚上成為熱帶低氣壓，命名為卡門。卡門起初由縵慢地向東北偏北移動，到後來受到超級颱風艾貝的影響，發生了藤原效應，並開始加速以東北偏東往呂宋海峽方向移動。它於8月14日早上增強為熱帶風暴，與艾貝的距離也逐漸拉近，到了8月15日完全被艾貝吸收。

### 強烈熱帶風暴班恩（Ben）
有一雷暴區在超級颱風艾貝環流以東海域形成，之後受到艾貝附近的垂直風切影響，於8月12日在其西邊發展出一個低層中心。後來這個中心於同日晚上發展成熱帶風暴，並受艾貝的藤原效應向西北移動。接著它靠近日本本州南部沿岸和轉向西移動，最終登陸靜岡縣濱松市西部。由於地形關係和高空水平風切的增強，它於8月14日在日本海成為一個暴露的低層中心，8月15日晚消散。

### 熱帶風暴唐姆（Dom）
PAGASA：Gening
一個熱帶擾動於8月17日在關島以西形成。經過緩慢發展，它於8月19日晚成為一熱帶風暴，命名為唐姆。受到在日本附近的季風槽和其相連的一股氣旋之共同影響，唐姆於8月20日猛然轉向東北移動；之後它再受到強烈東北風的影響而於8月21日減弱為熱帶低氣壓。不過，隨著雷暴開始在唐姆的中心附近重新發展，它於8月23日中午再次增強為熱帶風暴。不久，由於在日本的低壓槽移到東部，唐姆開始作不規則移動，到了8月24日再轉向西北偏北移動。8月25日，強烈高空風進入唐姆的環流，令它再次減弱，翌日消散。

### 颱風愛倫（Ellen）
PAGASA：Herming
一個熱帶擾動於8月26日在國際日期變更線以東形成。29日早上，該擾動向西移過國際日期變更線，很快便增強為熱帶風暴。受到位於日本附近的強烈高壓脊影響，愛倫往後五天沒有再增強，並採取向西南偏西的路徑，於9月1日較後時間減弱為熱帶低氣壓。然而，隨著高壓脊的減弱，它得以重新增強，於9月3日增強為颱風。它隨後轉向西北偏西移動和趨向巴林坦海峽，同時迅速增強。它橫過巴林坦海峽時受地形影響而開始減弱，並於9月5日晚上登陸呂宋。掠過呂宋後，它持續以西北偏西路徑往珠江口方向移動，最終於9月9日早上在澳門登陸，和迅速消散。
愛倫掠過香港期間，皇家香港天文台一度懸掛十號颶風信號，是繼1979年颱風荷貝以來影響香港最嚴重的熱帶氣旋。在當地引致十人死亡、12人失蹤、333人受傷、22艘遠洋船擱淺。赤柱錄得陣風134節（248每小時）；天文台總部則錄得231.8（9.13英寸）的雨量；在境內也曾出現龍捲風。

### 超級颱風佛瑞特（Forrest）
PAGASA：Ising
超級颱風佛瑞特於9月在太平洋廣闊洋面上形成，是該年最強颱風和西北太平洋增強最快的颱風，它的氣壓在24小時之內下降了90百帕。佛瑞特和其伴隨而來的一股龍捲風於9月27日吹襲沖繩縣，當地有26間房屋受到破壞、26人受傷。之後它穿越琉球群島，抵達本州，嘉手納空軍基地曾錄得陣風達74節（137每小時）和雨量300（12英寸）。它也為日本全國帶來高達483（19.0英寸）的豪雨，造成廣泛水浸和泥石流。至少有21人喪命、約46,000間房屋被泥水淹浸。

### 颱風喬琪亞（Georgia）
PAGASA：Luding
9月下旬，有一大範圍雷雨區在菲律賓以西海域形成。9月28日，該區迅速組織為熱帶低氣壓，翌日增強為熱帶風暴，命名為喬琪亞。往後喬琪亞採取向西的路徑，經過海南島，趨向中國南部。在香港，大老山和格仔山（九龍仔山）均錄得達60節（110每小時）的陣風。它最終在越南登陸和在寮國境內消散。喬琪亞引致26人死亡、約7,000建築物受破壞、約247,000英畝（1,000平方）稻米受損，同時為正處於乾旱的越南帶來13至14英寸（330至360）的雨水。

### 熱帶風暴賀伯特（Herbert）
PAGASA：Neneng
一個熱帶擾動在棉蘭老島以東約250英里（402）處形成，隨後幾天沒有再增強，並向西進入南海。10月7日，一股已明顯增強的低層西南氣流進入該擾動環流，令它增強成為熱帶風暴。它接著轉向西北偏西移動，趨向越南慶和省芽莊市，登陸後再轉向西橫過中南半島，緩慢地減弱消散。有40人在這場風災中喪生。

### 強烈熱帶風暴艾黛（Ida）
PAGASA：Oniang
一個倒槽於10月6日在塞班島附近形成，這倒槽與早在10月3日出現之高層氣旋中的對流有關。同日稍後時間，一個封閉環流在當中形成，並向西北移動和繼續發展，兩日後早上發展成熱帶低氣壓，到10日進一步增強為強烈熱帶風暴艾黛。艾黛之後沿著西風帶邊緣轉向東北移動，最後在日本本州東南150公里處掠過，由於它是一個小型氣旋，沒有為日本帶來損壞。到11日它向東移到北太平洋海域後，轉化為溫帶氣旋。

### 強烈熱帶風暴喬伊（Joe）
PAGASA：Pepang
喬伊為10月當中三個接連在南中國海生成的熱帶氣旋之一。一個擾動於10月6日在關島生成並向西移，9日中午發展成一封閉環流，不過期間有新的中心在環流南邊形成，導致這系統的發展變得複雜。加上在經過菲律賓海時受北面的垂直風切影響，它在到達呂宋島中部之前組織得不太好。進入南海後，這系統組織開始改善，它向西北推進的同時亦發展成為一個熱帶風暴。喬伊接近華南時進一步發展成強烈熱帶風暴，不久便在香港以西約190公里處登陸，其後快速消亡。
皇家香港天文台曾為此懸掛八號烈風或暴風信號，在大澳及長洲分別錄得的最高陣風為144及122公里每小時；而港內的尖沙咀天星碼頭氣象站也錄得63公里每小時的持續風速及100公里每小時的最高陣風，大老山則錄到183.9（7.24英寸）雨量。天氣方面，10月11日天晴炎熱，當喬伊靠近時，翌日下午開始有雨並持續至14日早上。10月14至15日間中有大驟雨。10月16日日間雨勢減弱，天色轉晴。

### 熱帶風暴甘茵（Kim）
PAGASA：Rosing
熱帶風暴甘茵於10月14日在南中國海生成，16日吹襲越南南部。它雖受地形影響一度減弱，但仍能保持其環流，到19日在孟加拉灣東北部海面重新增強為一熱帶低氣壓。甘茵持續向西北移動後，於20日在緬甸消散。甘茵縱使是一個較弱的風暴，但其帶來的豪雨造成越南和泰國嚴重的山洪暴發和泥石流，當中較早前已受赫伯特影響的首都曼谷，再出現中度規模的水浸。在其他地方，超過300艘船及3,000間房屋和建築物被摧毀，暴風雨亦對大部分水稻構成嚴重破壞，另有200人喪生。

### 強烈熱帶風暴力士（Lex）
PAGASA：Sisang
一個熱帶擾動於10月14日在馬紹爾群島附近首次被發現，這個擾動在接下來的幾天裡向西移動，沒有進一步發展。10月16日，這個擾動來到楚克群島附近，受惠於其上面新建立的高空脊，它才開始緩慢發展。到它穿過菲律賓中部時，發展出一個較弱的表面環流。在進入南中國海後環流增強，發展成熱帶低氣壓，10月22日升為熱帶風暴，名為力士。它在西沙群島附近徘徊打轉，並繼續增強，10月25日成為強烈熱帶風暴。力士之後經過海南島及進入東京灣，並減弱為熱帶風暴，10月26日登陸廣平省洞海市，其後快速減弱消散。力士曾為香港橫瀾島帶來48節（89每小時）的陣風，也造成至少兩百人死亡，其中81人是因一艘石油鑽探船在風暴中沉沒而喪命。

### 超級颱風瑪芝（Marge）
PAGASA：Uring
該颱風源自一個在北緯7度、東經172度附近形成、擁有較弱環流的熱帶擾動。它形成後在菲律賓以東海域向西北偏西移動，路徑呈梯級狀，同時逐漸增強成一個超級颱風。後來，它轉向東北移動和減弱，移動速度也加快至54節（100每小時），是為史上移動速度最快的熱帶氣旋之一。它於11月7日演變成溫帶氣旋。

### 熱帶風暴諾瑞斯（Norris）
該風暴由溫帶氣旋瑪芝延伸出來的鋒面邊界組成。它於11月8日迅速成為熱帶風暴，並受到亞洲東部海域的另一道鋒面邊界影響轉到東北移動，對西太平洋航運構成威脅。兩日後被一道強烈冷鋒吸收。

### 颱風歐凱特（Orchid）
PAGASA：Warling
一個熱帶擾動於11月14日在西太平洋發展成為一熱帶低氣壓，起初向西南移動，後轉向西移，11月17日增強為熱帶風暴，命名為歐凱特。受到位於南海的颱風珀西之藤原效應影響，歐凱特的移動路徑變得不穩定，並開始向北漂移和靠近菲律賓。它於11月23日達致其巔峰強度145英里每小時（233每小時），然而不久即被垂直風切破壞而減弱。最後它再轉向南移，11月27日消散。縱使它靠近菲律賓，但因沒有登陸菲律賓而無釀成災害，不過它的強風卻引致國內一艘島間渡輪翻沉，造成167名乘客死亡。

### 颱風珀西（Percy）
PAGASA：Yayang
珀西於11月17日在南海形成，往後一直受附近的歐凱特影響，產生藤原效應，兩日後的早上作快速發展成為颱風。然而，它仍然受歐凱特主導，並在蜿蜒移動後開始朝向歐凱特的中心進發，最終漸被歐凱特吸收，僅對菲律賓造成輕微影響。

### 強烈熱帶風暴露芺（Ruth）
PAGASA：Ading 
露芺是11月最後的一個風暴，早於11月15日在關島東南方有擾動，它緩慢西移後到11月19日才有些微發展。11月21日，有中心在北緯5度、東經147度附近形成，而周圍亦見明顯的雷暴在發展當中。它其後到11月23日為止都是緩慢向西北移動，不過受附近的颱風奧潔影響，阻礙其進一步發展。到了11月23日，它發展成熱帶低氣壓，然後在海面逆時針繞了一圈，由於外圍環境變得惡劣，不利低氣壓發展，其勢力逐漸減弱。踏入11月27日，該系統出現不穩定移動，並進入了對流發展循環。其後奧潔減弱成熱帶低氣壓時，露芺才開始迅速發展，11月28日成為熱帶風暴。受惠於其西北側的鋒面影響，露芺能繼續增強成強烈熱帶風暴，可是翌日亞洲冷空氣入侵，並帶來垂直風切，使露芺由盛轉衰。最後於11月30日在呂宋島東部海域，化為一個裸露的低層渦旋。

### 熱帶風暴斯佩里（Sperry）
PAGASA：Barang 
在露芺消散後不久，有一擾動接著在赤道附近生成。11月30日，關島南方約740（460英里）處出現一股表面環流，翌日雖然開始組織成一個熱帶氣旋，但其雷暴活動卻遠在其中心的西北900（560英里）附近位置。該系統花了一天的時間進行重組，到12月3日重組完成並增強成為熱帶風暴，不過南邊的垂直風切由始至終都窒礙其發展。露芺在稍微向東移後，在同日較後時間達到巔峰，可是翌日即被風切變切走，最終在12月5日減弱為一低壓區。

### 強烈熱帶風暴黛瑪（Thelma）
PAGASA：Krising
該系統於12月11日在附近在加羅林群島以東，約北緯4度、東經170度附近海面形成。在接下來的幾天裡面，其北部的一個上層氣旋向西移動，有利其水流和低層環流發展。這個低氣壓在其後的60小時迅速向西移動，對流組織有所增加，並12月16日早上成為熱帶風暴，之後在菲律賓以東海域作拋物線型轉向並繼續增強，移動速度達27節（50每小時）。可是受強烈垂直風切影響，風暴快速減弱，最終在太平洋海面消失。

## 未被國際命名的熱帶氣旋
除了被命名的熱帶氣旋外，還有一些沒被命名的熱帶低氣壓的熱帶氣旋。以下列出那些熱帶氣旋的資料。 

### 熱帶低氣壓09W
這個熱帶低氣壓於8月25日在熱帶風暴唐姆的中心以西海面形成，當時附近的季風槽剛好消散，所以該熱帶低氣壓沒有再增強。雖然雷暴區位於熱帶低氣壓的中心以南300英里（480），但是由於該中心氣壓低於1000百帕，所以仍被界定為一熱帶氣旋。它曾經發展出中心對流，並一直向北往韓國方向移動，為當地帶來驟雨，最後於8月27日較後時期消散。

### 熱帶低氣壓02C
這個熱帶低氣壓於9月1日跨過國際日期變更線，並由聯合颱風警報中心接手發佈警報，到9月4日消散。

### 熱帶低氣壓
PAGASA命名：Mameng
這個熱帶低氣壓只獲皇家香港天文台和菲律賓大氣地球物理和天文管理局承認。它於10月2日在西沙群島附近形成並向西北移動，兩日後在越南河內附近消散。
PAGASA命名：Trining
這個熱帶低氣壓除菲律賓大氣地球物理和天文管理局外，未獲聯合颱風警報中心及其他氣象部門承認，它在菲方責任範圍內出現並獲菲方命名。
這個熱帶低氣壓只獲皇家香港天文台承認。它於11月21日形成並向西移動，曾經過加羅林群島，三日後消散。
PAGASA命名：Dadang
這個熱帶低氣壓除菲律賓大氣地球物理和天文管理局外，未獲聯合颱風警報中心及其他氣象部門承認，它在菲方責任範圍內出現並獲菲方命名。

## 1983年風暴名單

### 國際名稱
西北太平洋的熱帶氣旋是由聯合颱風警報中心命名。當該熱帶氣旋被聯合颱風警報中心升格了為熱帶風暴後，就會使用下列名單中的名字。名字是根據以下名單而定，不按年度劃分。1982年使用過的與本年未用名稱以灰色表示，黑色表示本年已經被使用，並附上聯合颱風警報中心編號，括號內的名字為中文譯名。
| - Andy（安迪） - Brenda（白蘭黛） - Cecil（西仕） - Dot（黛特） - Ellis（艾勒士） - Faye（費依） - Gordon（戈登） - Hope（賀璞） - Irving（歐敏） - Judy（茱迪） - Ken（肯恩） - Lola（羅拉） - Mac（麥克） - Nancy（南施） - Owen（奧文） - Peggy（佩姬） - Roger（羅杰） - Sarah（莎拉） 1W - Tip（狄普） 2W - Vera（薇拉） 3W - Wayne（韋恩） 4W | - Abby（艾貝） 5W - Ben（班恩） 7W - Carmen（卡門） 6W - Dom（唐姆） 8W - Ellen（艾倫） 10W - Forrest（佛瑞特） 11W - Georgia（喬琪亞） 12W - Herbert（賀伯特） 13W - Ida（艾達） 14W - Joe（喬依） 15W - Kim（開梅） 16W - Lex（勒克斯） 17W - Marge（瑪芝） 18W - Norris（諾瑞斯） 19W - Orchid（歐凱特） 20W - Percy（珀西） 21W - Ruth（魯絲） 22W - Sperry（斯碧瑞） 23W - Thelma（賽洛瑪） 24W - Vernon（費南） - Wynn（魏恩） | - Alex（亞力士） - Betty（貝蒂） - Cary（凱瑞） - Dinah（黛納） - Ed（艾德） - Freda（芙瑞達） - Gerald（傑魯得） - Holly（郝麗） - Ike（艾克） - June（裘恩） - Kelly（凱立） - Lynn（琳恩） - Maury（莫瑞） - Nina（妮娜） - Ogden（奧克頓） - Phyllis（費莉絲） - Roy（羅依） - Susan（蘇珊） - Thad（賽德） - Vanessa（范妮莎） - Warren（華倫） | - Agnes（艾妮絲） - Bill（比爾） - Clara（葛萊拉） - Doyle（杜爾） - Elsie（艾爾西） - Fabian（費賓） - Gay（蓋依） - Hal（海爾） - Irma（伊瑪） - Jeff（傑夫） - Kit（克蒂） - Lee（李尹） - Mamie（瑪美） - Nelson（尼爾森） - Odessa（歐黛莎） - Pat（派特） - Ruby（魯碧） - Skip（斯凱普） - Tess（蒂絲） - Val（衛奧） - Winona（溫諾娜） |

### 菲律賓名稱
菲律賓大氣地球物理和天文服務管理局對責任區域內的熱帶氣旋使用獨立的命名方法，所有在其責任海域形成，或是進入其責任海域，或是有可能進入其責任海域的熱帶低氣壓都會獲得名稱，命名名稱每四年完成一次輪換，只有除名的名稱會予以替換，並且還準備有替補名單，以便在名稱全部用完時替補。以下列出1983年的風暴名單，未經啟用的名稱以灰色表示，括弧內則是風暴的國際名稱：
| Auring（泰培）   | Bebeng（維娜）  | Katring（韋恩）   | Diding（艾比） | Etang（嘉曼）    |
| Gening（唐姆）   | Herming（愛倫） | Ising（褔雷斯特） | Luding         | Mameng（喬冶亞） |
| Neneng           | Oniang（艾黛）  | Pepang            | Rosing（喬伊） | Sisang（力士）   |
| Trining          | Uring（瑪琪）   | Warling（奧潔）   | Yayang（珀西） |                  |
| 替補名單         |                 |                   |                |                  |
|                  |                 |                   |                | Ading（露芺）    |
| Barang（斯佩里） | Krising（黛瑪） | Dadang            | Erling（未用） | Goying（未用）   |

## 外部連結
- （日語）日本氣象廳首頁（页面存档备份，存于）
- （英文）美國聯合颱風警報中心首頁（页面存档备份，存于）
- 大韓民國氣象廳首頁（页面存档备份，存于）
- （繁體中文）台灣交通部中央氣象局首頁（页面存档备份，存于）
- （简体中文）中國國家氣象中心首頁
- （简体中文）中國國家氣象中心-颱風實時路徑顯示
- （繁體中文）香港天文台首頁（页面存档备份，存于）
- （繁體中文）澳門地球物理暨氣象局首頁（页面存档备份，存于）
- （英文）菲律賓大氣地球物理和天文服務管理局首頁（页面存档备份，存于）
- （越南文）越南中央水文氣象預報中心首頁（页面存档备份，存于）
- （泰文）泰國地球物理暨氣象部門首頁（页面存档备份，存于）
- 熱帶氣旋衛星影像（页面存档备份，存于）
- （日語）數位颱風—熱帶氣旋資料及圖片（页面存档备份，存于）
（英文）數位颱風—熱帶氣旋資料及圖片（页面存档备份，存于）
- ACE（页面存档备份，存于）